# Charles Courant
Charles Courant (14. dubna 1896 – 26. června 1982 Montreux) byl švýcarský zápasník. V roce 1920 vybojoval na olympijských hrách v Antverpách stříbrnou medaili ve volném stylu v lehké těžké váze a v roce 1924 na hrách v Paříži bronzovou medaili ve stejné kategorii.